# ليزلي كير
ليزلي كير (بالإنجليزية: Leslie Kerr)‏ هو منافس ألعاب قوى أمريكي، ولد في 17 سبتمبر 1958.